# Kapelle (Aich)

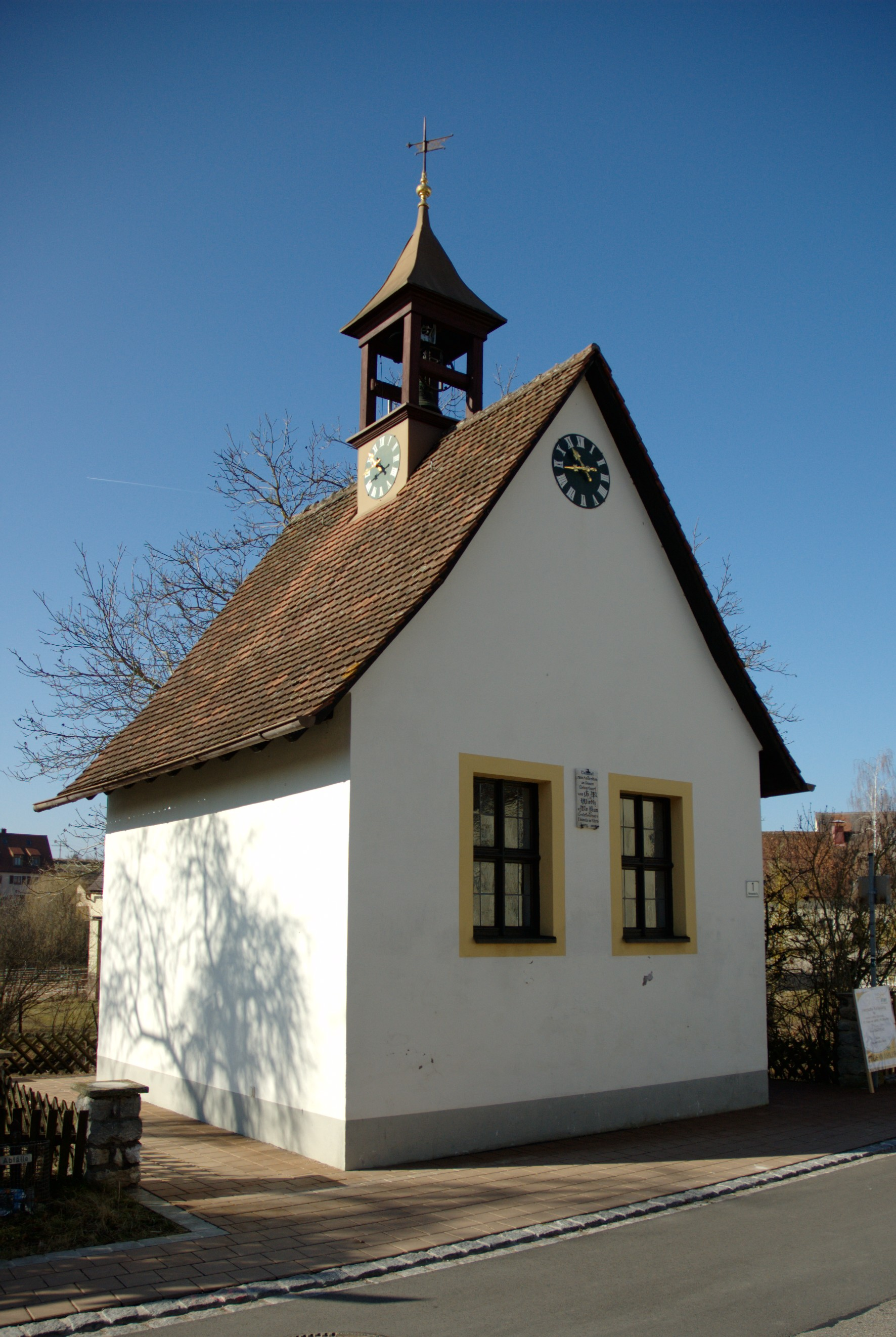
Aicher Kapelle, Nordseite

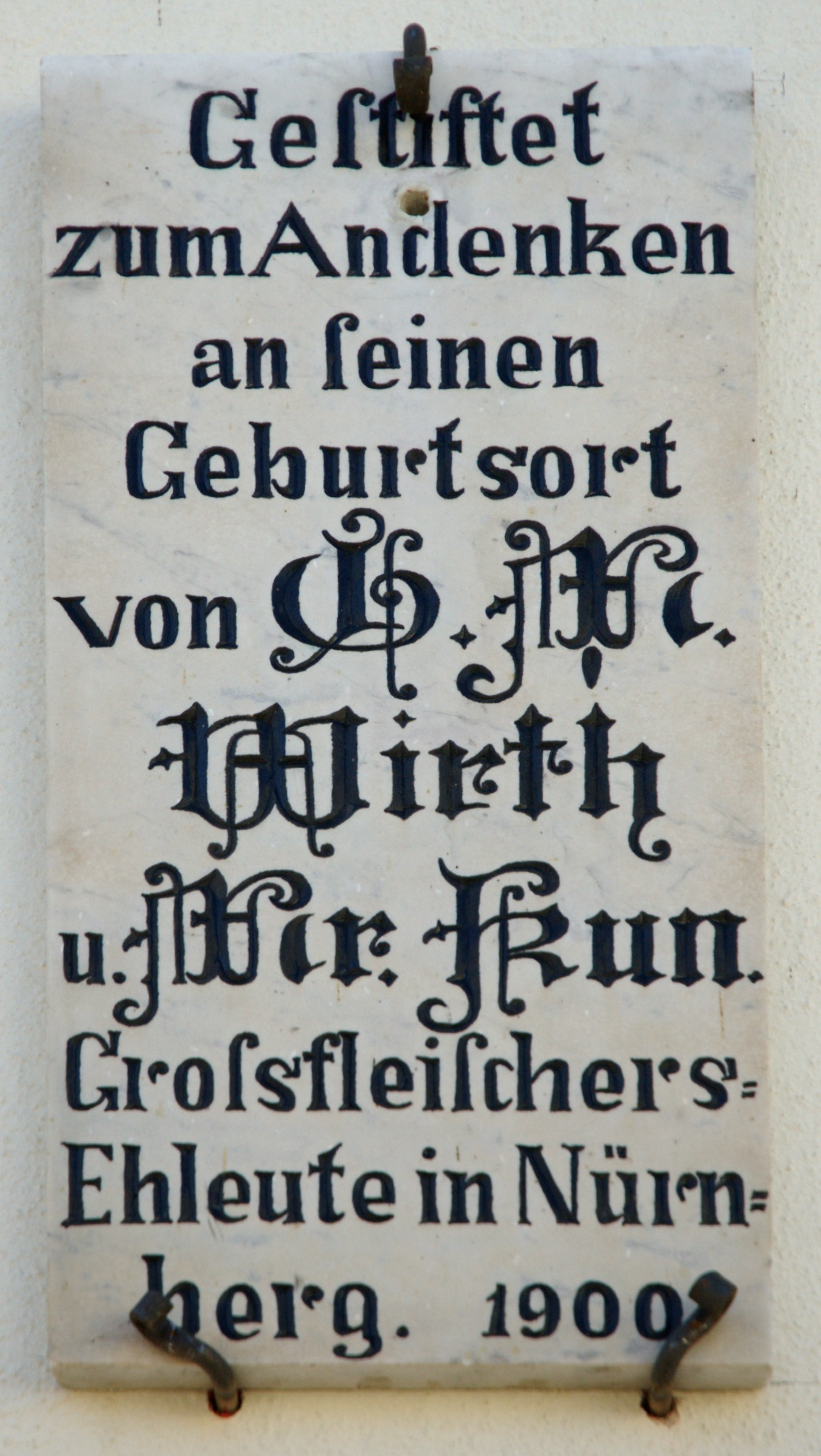
Stiftungstafel

Die Aicher Kapelle ist ein Kirchengebäude ohne Patrozinium in Aich. Sie ist das Haus Nr. 1 der Petersauracher Straße.

## Geschichte
1900 wurde von Georg Michael Wirth, einem Nürnberger Großmetzger, der in Aich geboren wurde, der Bau einer Kapelle gestiftet. Nach der 
Bayerischen Gemeindeordnung jedoch wäre ein solcher Bau unzulässig gewesen. Deswegen wurde er 1901 offiziell als Glockenhäuschen errichtet.
Das Gebäude hat einen quadratischen Grundriss von etwa 5 × 5 Metern und eine Höhe von etwa 6,5 Metern. Das Satteldach verläuft von der Nord- zur Südseite. Auf diesem ist ein Glockenturm mit Uhr als Dachreiter aufgepflanzt. An der Westseite gewährt ein Stichbogenportal Zutritt. An der Südseite gibt es zwei Rechteckfenster, dazwischen ist die Stiftungstafel und im Giebel ein Ziffernblatt angebracht.
Der Innenraum schließt mit einer Holzdecke flach ab. Ein Holzaltar mit Aufsatz (ein Gemälde des gekreuzigten Jesus umrahmt von toskanischen Säulen) steht an der Ostseite, ein Taufstein in der Mitte. Die Kapelle bietet Sitzmöglichkeiten für etwa 20 Personen. In der Folgezeit wurde die Instandhaltung der Kapelle durch den Ertrag eines Ackers finanziert, der von den Nachkommen von Georg Wirth gestiftet worden war. 1962 wurden umfangreiche Renovierungsarbeiten durchgeführt. Die Kapelle ist mittlerweile Eigentum der evangelisch-lutherischen Kirchengemeinde St. Michael Weißenbronn (Dekanat Windsbach).
In der Kapelle werden Taufen, Hochzeiten und Abendmahlsfeiern abgehalten. Regelmäßige Gottesdienste finden nicht statt. Die Kirchweih wird am Sonntag nach Michaeli (29. September) gefeiert.